# أندرو ماكولوم
أندرو ماكولوم (بالإنجليزية: Andrew McCollum)‏ (4 سبتمبر 1983) مستثمر ملاك وممول أمريكي وواحد من مؤسسي موقع فيسبوك مع زملائة في قسم علوم الحاسب مارك زوكربيرج، إدواردو سافرين، داستن موسكوفيتز وكريس هيوز في جامعة هارفارد.

## السيرة الذاتية

### سنوات الدراسة
إلتحق أندرو بكلية هارفارد حيث قابل فيها مؤسس الفيس بوك مارك زوكربيرج وباقي المؤسسين المساعدين إدواردو سافرين، داستن موسكوفيتز وكريس هيوز. عمل في الشركة من فبراير 2004 إلى سبتمبر 2007. أمضى أغلب تلك الفترة في العمل على مشروع وايرهوج، برنامج لمشاركة الملفات مع آدم دانجيلو. عاد ماكولوم مرة إلى أخرى إلى هارفرد ليتخرج منها في عام 2007 بعد حصولة على درجة البكالريوس في علوم الحاسب ثم أكمل دراسته ليحصل على درجة الماجستير في التعليم من كلية هارفرد للتعليم.
كان ماك كولوم عضوا في فريق هارفرد المنافس في مؤتمر الحادي والثلاثون (31) للبرمجة والآلآت والمسمى برابطة مكائن الحوسبةالمقام في طوكيو. حصل مع فريقه على المركز الثاني في المسابقة المحلية بعد حصول فريق معهد ماسيوتوش للتكنولوجيا.

### الحياة العملية
أندرو ماكولوم هو مؤسس مساعد لتطبيق «جوب سبايس»، أداة أونلاين. يعمل ماك الآن مستثمر عقارات في نيوانتز برايس لشركة فلاي بريدج.
في 20 نوفمبر 2014، تم إعلان أندرو ماك كولوم رئيسا تنفيذيا لشركة نيوفيلو، خلفا لكريستوفر ثوربي.

## روابط خارجية
- نبذة عن حياة أندرو ماكولوم